# Comuna de Skępe
Skępe (polaco: Gmina Skępe) é uma gminy (comuna) na Polónia, na voivodia de Cujávia-Pomerânia e no condado de Lipnowski. A sede do condado é a cidade de Skępe.
De acordo com os censos de 2004, a comuna tem 7525 habitantes, com uma densidade 42 hab/km².

## Área
Estende-se por uma área de 179,23 km², incluindo:
- área agricola: 50%
- área florestal: 35%

## Demografia
Dados de 30 de Junho 2004:
|                      | Total   | Total | Mulheres | Mulheres | Homens  | Homens |
| -------------------- | ------- | ----- | -------- | -------- | ------- | ------ |
|                      | pessoas | %     | pessoas  | %        | pessoas | %      |
| População            | 7525    | 100   | 3851     | 51,2     | 3674    | 48,8   |
| Densidade (pop./km²) | 42      | 100   | 21,5     | 21,5     | 20,5    | 20,5   |

De acordo com dados de 2002, o rendimento médio per capita ascendia a 1419,55 zł.

## Comunas vizinhas
- Chrostkowo, Lipno, Mochowo, Rogowo, Szczutowo, Tłuchowo, Wielgie